# Revaz Mihajlovics Dzodzuasvili
Revaz Mihajlovics Dzodzuasvili (grúzul: რევაზ მიხეილის ძე ძოძუაშვილი, oroszul: Рева́з Миха́йлович Дзодзуашви́ли; Kutaiszi, 1945. április 15. –) Európa-bajnoki döntős és olimpiai bronzérmes grúz labdarúgóedző, korábban szovjet válogatott labdarúgó.

## Pályafutása

### A válogatottban
1969 és 1974 között 49 alkalommal szerepelt a szovjet válogatottban. Részt vett és az 1970-es világbajnokságon, az 1972-es Európa-bajnokságon és az 1972. évi nyári olimpiai játékokon.

## Sikerei, díjai

### Játékosként
Dinamo Tbiliszi
- Szovjet kupa (1): 1976

Szovjetunió
- Olimpiai bronzérmes (1): 1972

### Edzőként
Dinamo Tbiliszi
- Grúz bajnok (3): 1991, 1991–92, 1992–93
- Grúz kupa (2): 1992, 1993

Lokomotiv Tbiliszi
- Grúz kupa (1): 2000

Torpedo Kutaiszi
- Grúz bajnok (1): 2001–02
- Grúz kupa (1): 2001

Olimpi Rusztavi
- Grúz bajnok (1): 2006–07